# Староабашево
Староаба́шево (рос. Староабашево) — селище у складі Новокузнецького району Кемеровської області, Росія. Входить до складу Центрального сільського поселення.
Стара назва — Старе Абашево.

## Населення
Населення — 189 осіб (2010; 327 у 2002).
Національний склад (станом на 2002 рік):
- росіяни — 77 %